# Vítězslav Kolda
Vítězslav Kolda (* 28. září 1941) je bývalý český fotbalový trenér.

## Trenérská kariéra
V československé lize působil v sezóně 1994/95 jako trenér týmu SK Sigma Olomouc a v sezóně 1976/77 jako asistent v týmu VP Frýdek-Místek. Jako hlavní trenér vedl v roce 1995 ve druhé lize FC LeRK Brno, SK LeRK Prostějov a 1. HFK Olomouc.
- 1. československá fotbalová liga 1976/77 VP Frýdek-Místek asistent
- 2. česká fotbalová liga 1994/95 FC LeRK Brno
- 1. česká fotbalová liga 1994/95 SK Sigma Olomouc
- 2. česká fotbalová liga 1996/97 SK LeRK Prostějov
- 2. česká fotbalová liga 1997/98 SK LeRK Prostějov
- 2. česká fotbalová liga 1998/99 SK LeRK Prostějov
- 2. česká fotbalová liga 2001/02 SK LeRK Prostějov
- 2. česká fotbalová liga 2003/04 1. HFK Olomouc